# مشکین‌دشت
مِشکین‌دَشت شهری واقع در غرب شهرستان فردیس در جنوب استان البرز است. این شهر مرکز بخش مشکین دشت می‌باشد. بخش مشکین‌دشت یکی از دو بخش شهرستان فردیس است. مشکین‌دشت در قدیم روستایی از توابع کرج به نام مشکین‌آباد نامیده می‌شد. مشکین دشت از شرق با فردیس، شمال با رزکان، غرب با محمدشهر و جنوب با صفادشت همسایه است. سازمان سنجش، پژوهشگاه مواد و انرژی و مرکز رشد واحدهای فناوری تهران اداره خاک‌شناسی کرج در محدوده مشکین دشت قرار دارند. پیش‌شماره مشکین دشت بعد از کد ۰۲۶–۳۶۲۰ و ۳۶۲۱ می‌باشد
با توسعه شهری مشکین‌دشت و گسترش مناطق مسکونی در سال‌های اخیر، مهاجرت پذیر بودن و نزدیکی ارتباط جاده ایی با تهران، موقعیت خاصی را به این منطقه افزوده است. مناطق گردشی و تفریحی آن شامل دشت بهشت، باغ الهیه و بازارچه دائمی صنایع دستی استان است.

## محیط شهری
بلوار دشت بهشت این منطقه مرکز بزرگ‌ترین بازار مبل و صندلی و پاساژهای معتبر منطقه می‌باشد که در انتهای شرقی آن ضلع جنوب ایستگاه اتوبوس خیابانی به مرکز مبل امام علی ختم می‌شود.

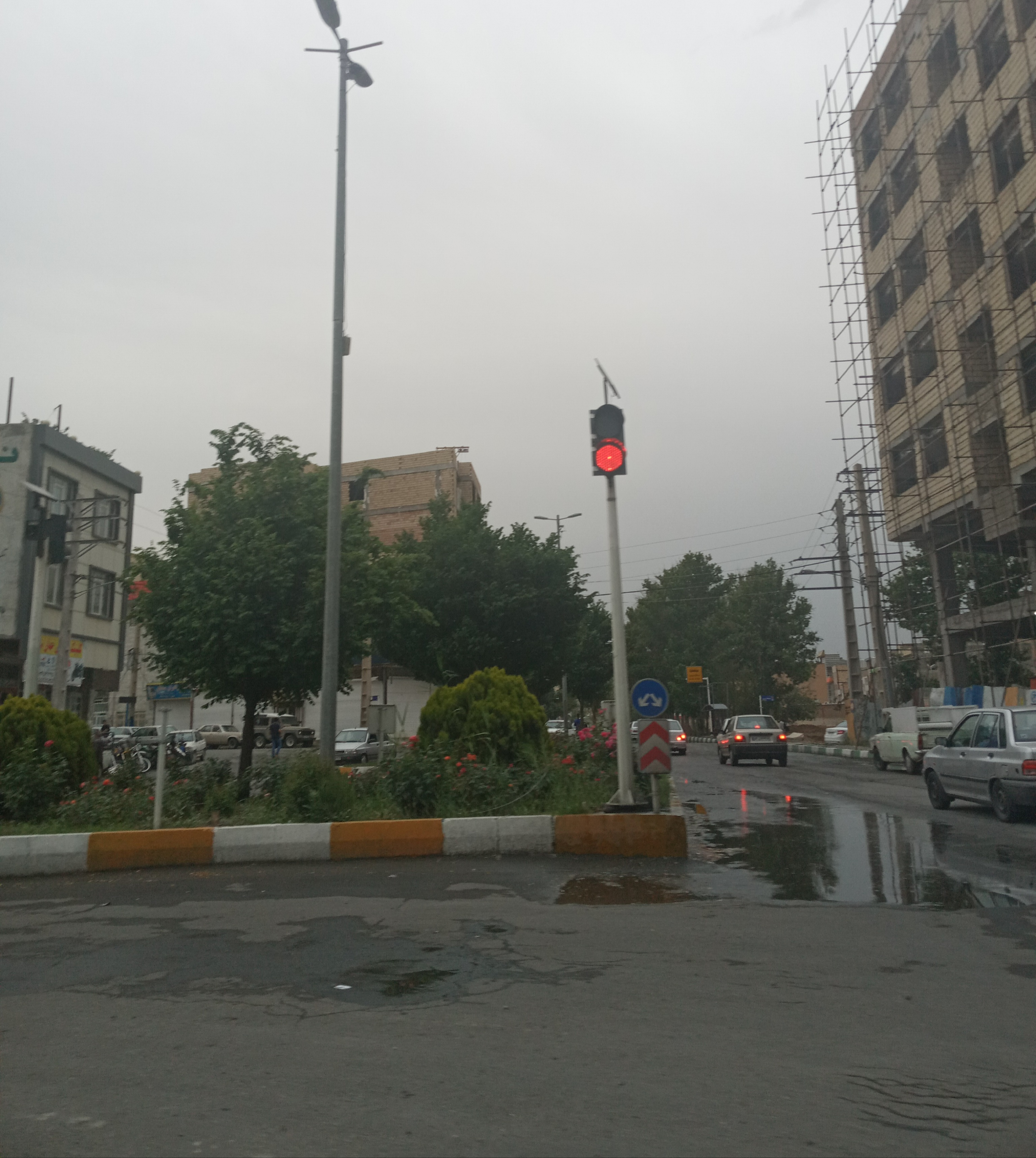
انتهای بلوار دشت بهشت در مشکین‌دشت

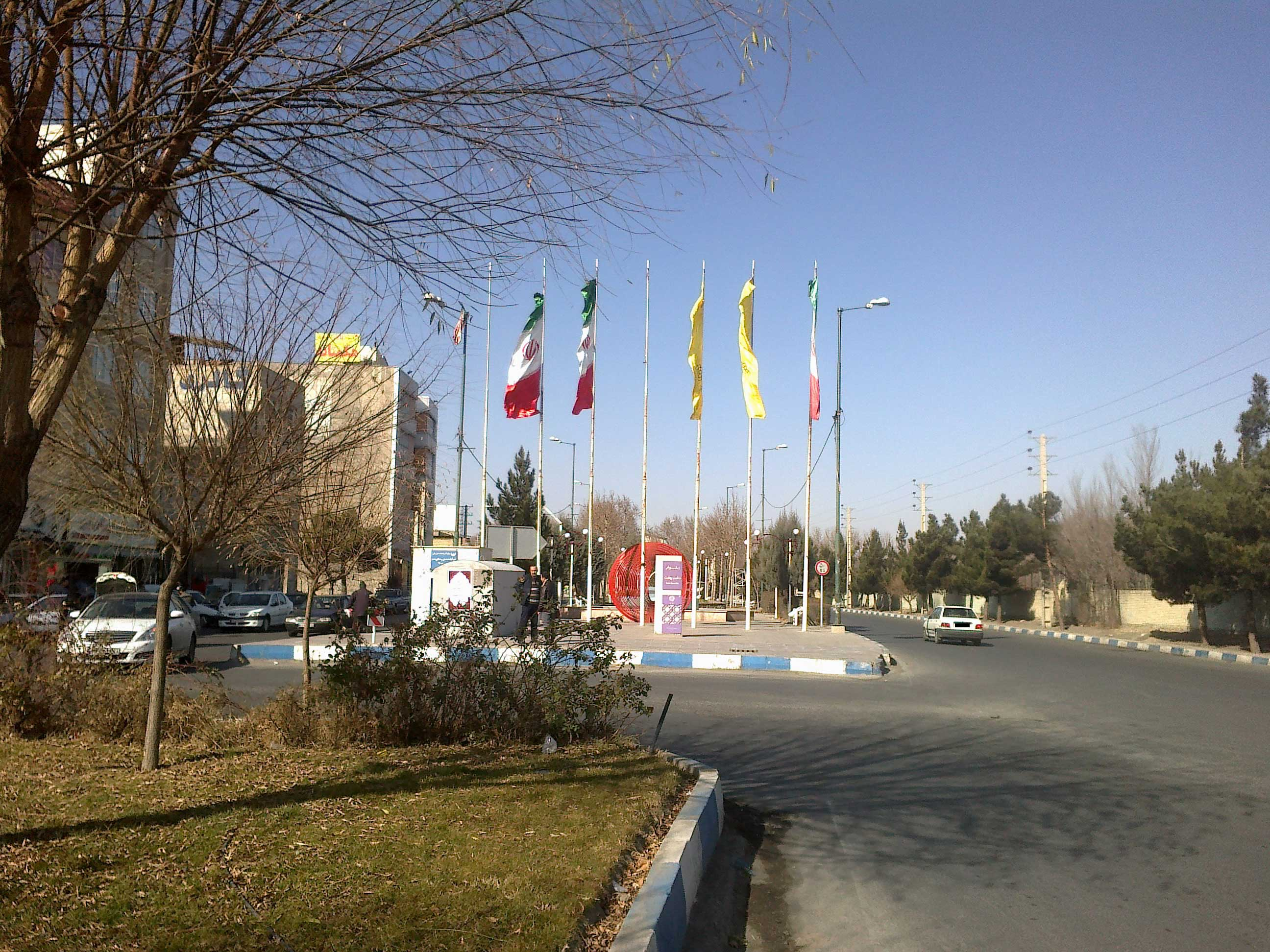
بلوار دشت‌بهشت

## تاریخچه
در جلد نخست کتاب فرهنگ جغرافیایی ایران نوشته حسینعلی رزم‌آرا که در تیرماه ۱۳۲۸ به چاپ رسیده است، دربارهٔ مشکین‌دشت اینگونه آمده است که نشان دهنده وضعیت این منطقه در آن دوران است: مشگین‌آباد دهی جزء دهستان حومه بخش کرج شهرستان تهران است. در ۸ کیلومتری جنوب باختر کرج کرج و ۳ کیلومتری باختر راه کرج به اشتهارد. در جلگه و آب و هوای معتدل. دارای ۲۰۶ سکنه شیعه و فارسی و ترکی زبان. دارای قنات و آب از رود کرج. محصولات غلات بن‌شن، چغندر قند و صیفی قلمستان. شغل مردم زراعت. در بهار ایل میش‌مست به‌طور موقت به این ده می‌آیند. دارای راه مالرو. از نصیرآباد می‌توان ماشین برد.

## زمین‌لرزه ۲۹ آذر ۱۳۹۶

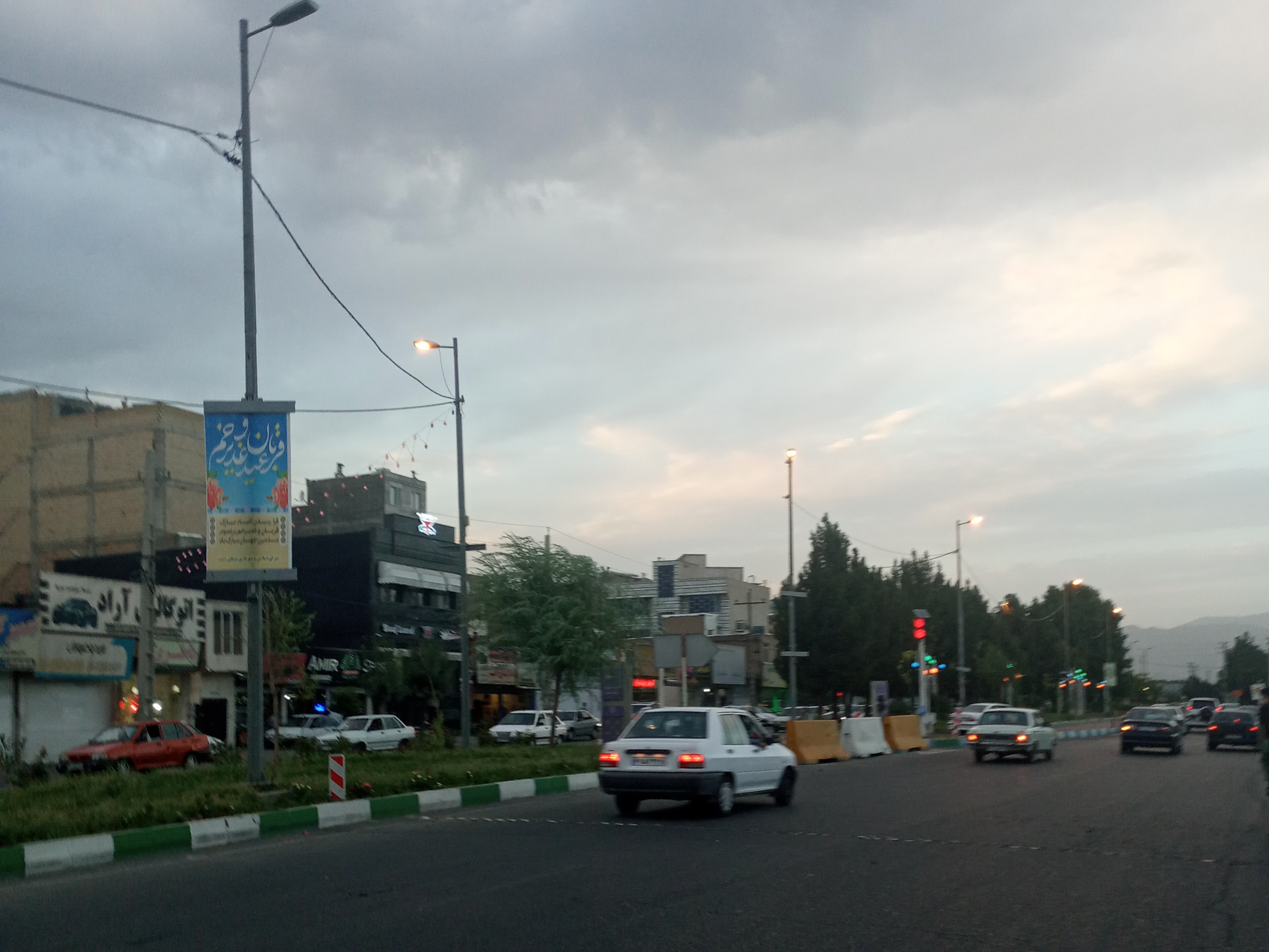
مشکین دشت

زمین‌لرزه ۲۹ آذر تهران، ساعت ۲۳:۲۷:۳۷ ۲۹ آذر ۱۳۹۶ زمین‌لرزه‌ای تهران و کرج را لرزاند.  مرکز این زمین‌لرزه مشکین دشت یا ملارد بوده و قدرت آن ۵٫۲ گزارش شده است. این شهر بر روی گسل فعال قرار گرفته است و خطر زمین‌لرزه شدید در این شهر بالااست.